# Closing Time
| 전문가 평가                   | 전문가 평가 |
| 평가 점수                     | 평가 점수   |
| 출처                          | 점수        |
| ----------------------------- | ----------- |
| AllMusic                      | [ 3 ]       |
| Christgau's Record Guide      | B+          |
| Classic Rock                  | 8/10        |
| Mojo                          | [ 6 ]       |
| Pitchfork                     | 8.7/10      |
| Q                             | [ 8 ]       |
| Record Collector              | [ 9 ]       |
| The Rolling Stone Album Guide | [ 10 ]      |
| Uncut                         | [ 11 ]      |

《Closing Time》은 1973년 3월 6일, 어사일럼 레코드에 발표된 미국의 싱어송라이터 톰 웨이츠의 데뷔 스튜디오 음반이다. 러빈 스푼풀 멤버인 제리 예스터에 의해 제작되고 편곡된 《Closing Time》은 어사일럼에 의한 7개의 주요 발매물 중 첫 번째였다.
이 음반은 비록 《Closing Time》을 "재즈, 피아노 주도의 음반"으로 의도했지만, 대부분 포크의 영향을 받은 것으로 유명하다. 이 음반은 영국과 그 외 다른 나라의 음악 매체로부터 거의 관심을 받지 못했으며 차트화되지 않았음에도 불구하고 미국에서는 다소 성공을 거두었다. 《Closing Time》에 대한 비판적 반응은 긍정적이었다. 이 음반의 유일한 싱글 음반인 〈Ol' '55〉는 웨이츠의 더 인기 있는 레이블 동료인 이글스의 커버로 인해 관심을 끌었다. 이 음반의 다른 노래들은 팀 버클리와 벳 미들러가 맡았다. 이 음반은 영국에서 골드로 증명되었고, 록 팬들 사이에서 현대적 컬렉션을 얻었다. 출시 이후 1976년에는 LP로, 1992년과 1999년에는 CD로, 2010년에는 180그램의 LP로 재발행되었다.

## 배경
톰 웨이츠는 1969년에 그의 음악 경력을 시작했으며, 매주 월요일 밤마다 캘리포니아주 웨스트할리우드의 트루버도어에서 공연했다. "후테나니 나이트"로 묘사되는 이 시리즈 쇼의 웨이츠 세트리스트는 주로 밥 딜런의 커버곡으로 구성되었지만, 나중에 《Closing Time》과 그 후속작인 《The Heart of Saturday Night》 (1974년)에 수록될 곡들이 포함되어 있었다. 공연된 곡들 중에는 〈Ice Cream Man〉, 〈Virginia Avenue〉, 〈Ol' '55〉, 〈I Hope That I Don't Fall in Love with You〉, 〈Shiver Me Timbers〉, 그리고 〈Diamonds on my Windshield〉가 포함되어 있었다.
이 무렵, 웨이츠는 캘리포니아주 샌디에고의 한 클럽인 헤리티지에서 현관 안내인으로 일하기 시작했다. 이 클럽은 하루하루 카페로 운영되었다. 1970년 11월, 웨이츠는 헤리티지에서 첫 유료 공연을 하여 25달러의 수익을 올렸다. 1971년 여름, 트루버도어 공연에서 허브 코언은 실수로 웨이츠를 발견하고 그의 매니저가 되었다. 코언의 연락을 통해 웨이츠는 1971년 늦여름 로스앤젤레스에서 프로듀서 로버트 더피와 데모를 녹음했으며, 이후 두 장의 음반으로 《The Early Years》로 발매되어 웨이츠의 바람을 거스르고 있다.
그의 경력에 집중하기 위해 웨이츠는 1972년 초 샌디에고에서 로스앤젤레스로 이주하여 트루버도어에서 더 자주 공연을 했고, 데이비드 게펀은 그곳에서 그가 "그래프루트 문"을 공연하는 것을 발견했다. 게펀을 "바닥에 눕힌" 이 공연은 게펀이 웨이츠의 매니저 코언과 협상하도록 이끌었고, 웨이츠는 한 달 만에 어사일럼 레코드와 계약을 맺었다.

## 커버 아트
《Closing Time》의 커버 아트는 칼 쉔켈에 의해 고안되었다. 쉔켈의 앞면 커버 아트는 "웨이츠가 음반의 사운드를 어떻게 들어야 하는지에 대한 자신만의 아이디어"에서 영감을 얻었다. 이 음반은 술집 피아노에 기대고 있는 웨이츠와 맥주병, 담배, 재떨이, 그리고 웨이츠의 머리 위에 푸른 풀 테이블 램프가 달린 작은 촛불이 장식된 술집 피아노에 기대 있는 웨이츠를 묘사하고 있다. 뒷면 커버 아트는 미미하며, 트루버도어에서 웨이츠가 공연한 후에 찍은 것으로 알려진, 카메라를 직접 응시하는 웨이츠의 사진만 볼 수 있다. 두 사진 모두 에드 카레프가 찍은 것이다.

## 곡 목록
모든 곡들은 톰 웨이츠에 의해 작사/작곡하였다.
| #  | 제목                                          | 재생 시간 |
| -- | --------------------------------------------- | --------- |
| 1. | 〈Ol' '55〉                                   | 3:58      |
| 2. | 〈I Hope That I Don't Fall in Love with You〉 | 3:54      |
| 3. | 〈Virginia Avenue〉                           | 3:10      |
| 4. | 〈Old Shoes (& Picture Postcards)〉           | 3:40      |
| 5. | 〈Midnight Lullaby〉                          | 3:26      |
| 6. | 〈Martha〉                                    | 4:30      |

| #   | 제목                                                  | 재생 시간 |
| --- | ----------------------------------------------------- | --------- |
| 7.  | 〈Rosie〉                                             | 4:03      |
| 8.  | 〈Lonely〉                                            | 3:12      |
| 9.  | 〈Ice Cream Man〉                                     | 3:05      |
| 10. | 〈Little Trip to Heaven (On the Wings of Your Love)〉 | 3:38      |
| 11. | 〈Grapefruit Moon〉                                   | 4:50      |
| 12. | 〈Closing Time (기악)〉                               | 4:20      |

## 인증
| 국가                       | 인증 | 판매량/출하량 |
| -------------------------- | ---- | ------------- |
| 영국 (BPI)                 | 골드 | 100,000^      |
| ^출하량을 기반으로 한 인증 |      |               |